# Saint-Martin-de-Commune
Saint-Martin-de-Commune este o comună în departamentul Saône-et-Loire, Franța. În 2009 avea o populație de 115 de locuitori.

## Evoluția populației
| An        | 1975 | 1982 | 1990 | 1999 | 2006 | 2009 |
| --------- | ---- | ---- | ---- | ---- | ---- | ---- |
| Populație | 134  | 109  | 104  | 103  | 113  | 115  |